# JR貨物19A形コンテナ
JR貨物19A形コンテナ（JRかもつ19Aがたコンテナ）は、日本貨物鉄道（JR貨物）が1992年（平成4年）から1994年（平成6年）までに1,001個を配備した12 ft有蓋コンテナである。

## 構造

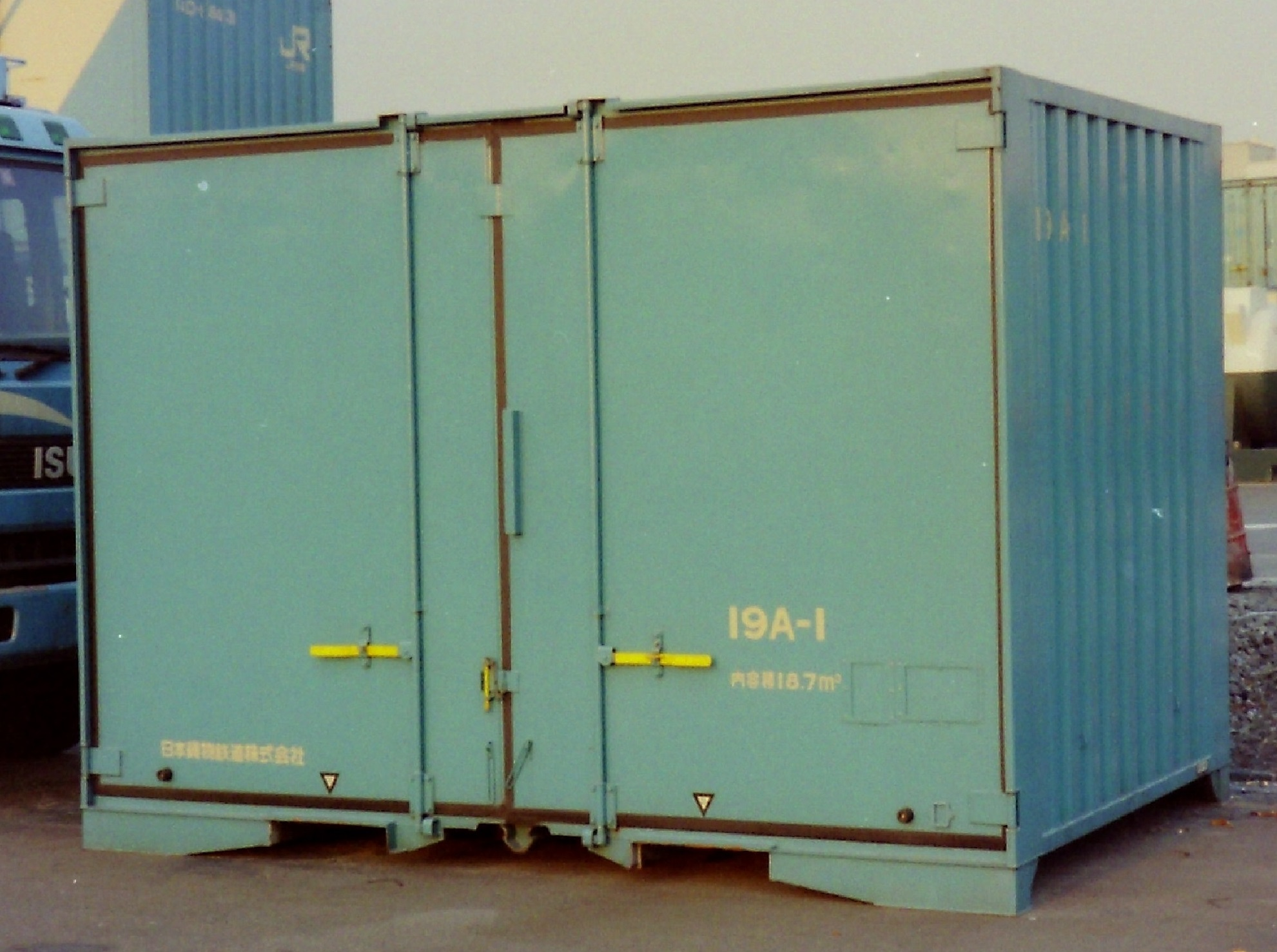
試作品の19A-1。
東京(タ)にて、1994年4月撮影。

- 両側扉二方開きで、外法寸法は高さ2,500mm、幅2,500mm、長さ3,715mmと従来のコンテナよりも全幅が大きくなっている（従来は幅2,438mm）。内容積は19.0m3となり、20A形が登場するまでは鉄道用12ftコンテナにおいて、最大容量を誇っていた。最大積載量は5t。
- 塗装は、18D形と同様のブルーで一色塗りされており、異彩を放っている。
  - 量産化以降、外観塗装は従来のものから一新され、上部が赤紫色（JRFレッド）、下部が黒で、白でJRFのロゴが配されたものへとなった。
- 幅が広いことが本形式の特徴であるが、それが原因となりトラック積載時に問題が発生し、量産型は1,000個で製造終了している。
- 全コンテナが東急大阪製作所で製造された。

## 現状
- 2007年（平成19年）以降はエコレールマークのシールを順次貼り付けた。
- 2008年（平成20年）以降、19D形への置き換えが進み、2013年（平成25年）に全廃になった。